# Model trzech strumieni
Model trzech strumieni – podstawowa struktura rynku muzycznego z perspektywy ekonomicznej.
W celu posiadania pełnego obrazu, należy najpierw przedstawić historię branży fonograficznej, która umożliwi przegląd kształtowania się najważniejszych czynników.
1. Lata 1877–1954, kiedy to zostały wykreowane pierwsze technologie umożliwiające zapis dźwięku na nośnikach. Pierwszym był fonogram odtwarzający dźwięk zapisany na woskowych cylindrach. Nagrywał on w bardzo złej jakości i wymagał nakładu dużych środków kapitałowych.
2. Drugim z ważniejszych okresów historii muzyki rozrywkowej były lata 1955-1999, które nierozłącznie wiązały się z 2 elementami: rewolucją muzyczną rock’n’roll’a oraz rozwijaniem nowych form zapisu dźwiękowego, np. CD.
3. Ostatnim okresem to czasy od 1999 roku, kiedy to muzyka dała się skompresować i przemieszczać za pomocą Internetu w formacie pliku MP3.

Obecnie w nawiązaniu do ostatniego i zarazem najnowszego stanu branży muzycznej należy traktować ją jako element przemysłu kultury, który czerpie przychody z muzyki. Upowszechnienie się łącza internetowego, plików muzycznych oraz powstawania procesów koncentracji mediów nadają przyspieszone tempo zmiany przedmiotu działalności muzycznego w kierunku managementu twórczości muzyków i takiego wykorzystania ich talentu, aby przyniosła zyski. Głównym źródłem krążenia kapitału w obrębie branży muzycznej jest komercyjny sposób wykorzystywania muzyki, jednak środek ciężkości tego ruchu przesuwa się w nieco innych kierunkach.
Fundamentalne klasyfikowanie zysków na podstawie użytkowania utworu muzycznego można przeprowadzić za pomocą jego trzech funkcjonalnych komponentów:
- faktu, że utwór może stanowić nagranie wydane na nośniku – takie zastosowanie przynosi przychody ze sprzedaży płyty z utworem;
- koncertowej natury utworu, wykonań w wersji live (gdy wszystkie składnie wytwarzanych dźwięków są grane w momencie prezentacji utworu – istotny jest szereg czasowy) lub playback performance (artysta prezentuje utwór bez aranżacji oraz własnego wkładu wokalnego, jedynie ogranicza się do osobistej obecności i wykonaniu utworu typu lipstick), co przynosi zyski ze sprzedaży biletów;
- sprzedaży praw do wykorzystania utworu. Forma przychodu z takiego typu charakteru pliku muzycznego ma bardziej marketingowe podłoże, może to być np. opłata za wykorzystanie utworu w filmie, czy ogółem prezentacja utworu w mediach.

Opisane bardzo lakonicznie sposoby wykorzystania utworu muzycznego posłużą do rozróżnienia trzech rodzajów przychodów, dających podstawę do dywersyfikacji przemysłu muzycznego na trzy części składowe:

## Branża fonograficzna (strumień fonograficzny)
Wydzielona część branży muzycznej, która trudni się produkcją, dystrybucją, a także wydawaniem fonogramów (recording industry). Przez bardzo długi czas stanowiła główną gałąź przemysłu muzycznego, co miało taki efekt, że mylono branżą fonograficzną z branżą muzyczną. Międzynarodowa Federacja Przemysłu Fonograficznego szacuje wartość tego rynku na 30 miliardów dolarów. Wartość ta jest sumarycznym opisem odzwierciedlającym sprzedaż w wielu krajach. Przodują w nim USA, Japonia, a Polska zajmuje 27 miejsce w rankingu. Według Hulla głównymi uczestnikami strumienia fonograficznego są: artyści nagrywający, wytwórnie muzyczne, producenci nagrań, muzycy sesyjni, inżynierzy dźwięku, firmy tłoczące płyty, dystrybutorzy fonogramów, detaliści oraz nabywcy fonogramów.

## Biznes koncertowy (strumień koncertowy)
Element branży muzycznej, który zajmuje się organizacją różnych typów koncertów w prezentacji muzyki. Wartość tego rynku na świecie wynosi około 25 miliardów dolarów na rok, ale realna wartość rynku koncertowego jest wyższa w przypadku, gdy do statystyk wprowadzić małe, często nieobejmowane w estymacjach występy. Uczestnikami strumienia twórców są: menadżerowie, występujący na żywo muzycy, agenci, promotorzy, miejsca oraz publiczność.

## Biznes publishingowy (music publishing businesslub strumień twórców)
Ta część branży ma za zadanie zarządzać prawami autorskimi w imieniu twórców w ujęciu majątkowym i roszczeniowym. Światowa wartość tego rynku utrzymuje się na poziomie 12 miliardów dolarów rocznie. Głównymi uczestnikami strumienia twórców są: twórcy, firmy zarządzające katalogami muzycznych utworów, organizacje zbiorowego zarządzania, publiczność, nadawcy oraz media i organizacje.
Granice między wyróżnionymi komponentami przemysłu muzycznego nie są wyraźne, co wynika z faktu, iż największe korporacje muzyczne są prawnymi właścicielami firm publishingowych. Strukturalny model trzech strumieni jest następstwem stosowania przez koncerny zasady polityki synergii objawiającej się dążeniem do sprawowania kontroli nad każdym źródłem przychodów z muzyki. Od strony ekonomicznej zaś prowadzona strategia jest racjonalnie uzasadniona, w szczególności, gdy wystąpi ryzyko spadku przychodów z działalności fonograficznej (malejący krańcowy przychód).